# Sooretamamierklauwier
De Sooretamamierklauwier (Thamnophilus ambiguus) is een zangvogel uit de familie Thamnophilidae (miervogels).

## Verspreiding en leefgebied
Deze soort is endemisch in zuidoostelijk Brazilië.

## Status
De grootte van de populatie is niet gekwantificeerd maar de soort wordt omschreven als algemeen in tenminste een deel van het verspreidingsgebied. Op de Rode lijst van de IUCN heeft deze soort de status niet bedreigd.